# Guilligomarc'h
Guilligomarc'h is een gemeente in het Franse departement Finistère (regio Bretagne) en telt 571 inwoners (1999). De plaats maakt deel uit van het arrondissement Quimper.

## Geografie
De oppervlakte van Guilligomarc'h bedraagt 22,6 km², de bevolkingsdichtheid is 25,3 inwoners per km².
De onderstaande kaart toont de ligging van Guilligomarc'h met de belangrijkste infrastructuur en aangrenzende gemeenten.

## Demografie
Onderstaande figuur toont het verloop van het inwonertal (bron: INSEE-tellingen).

## Galerij

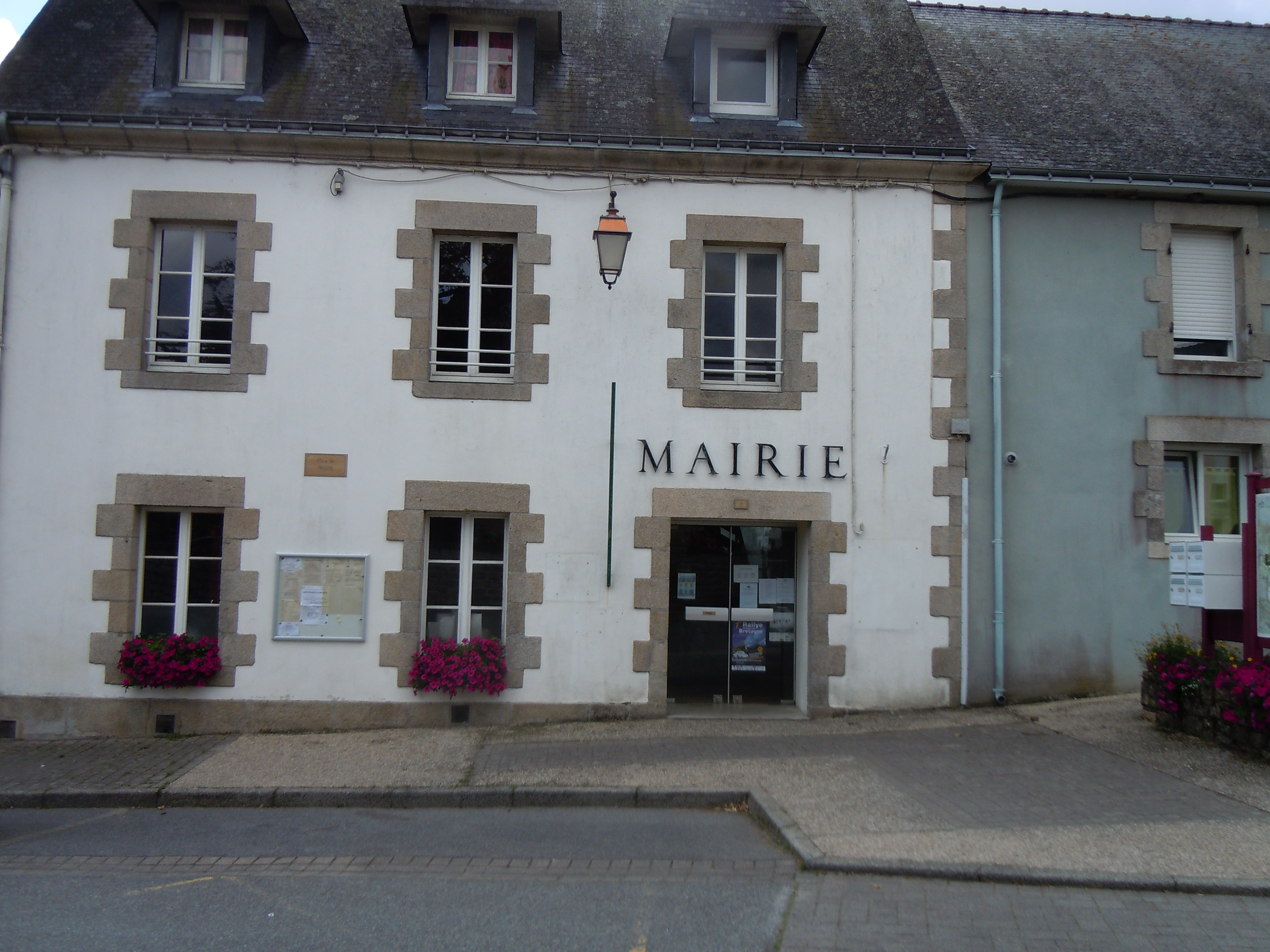
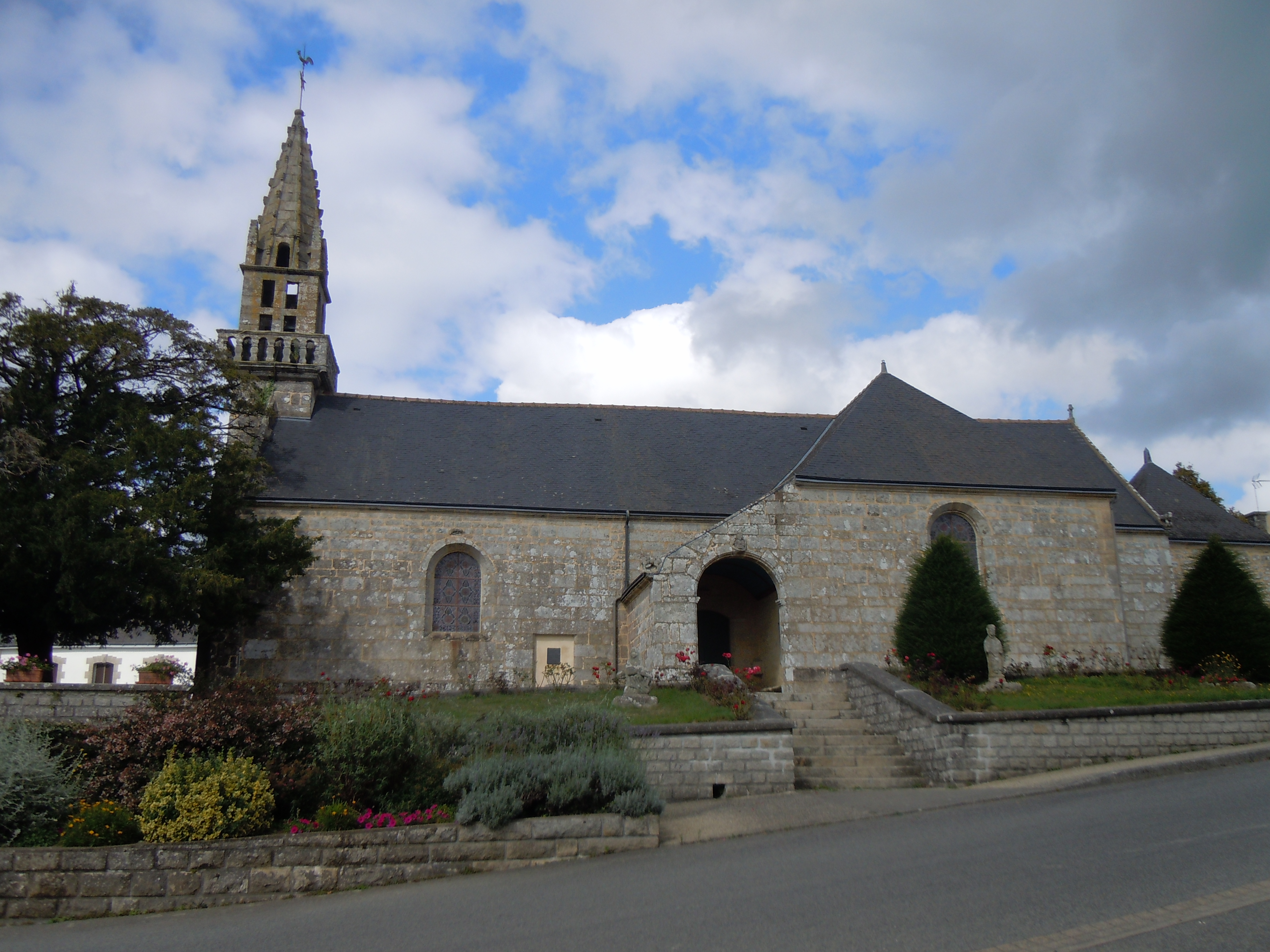
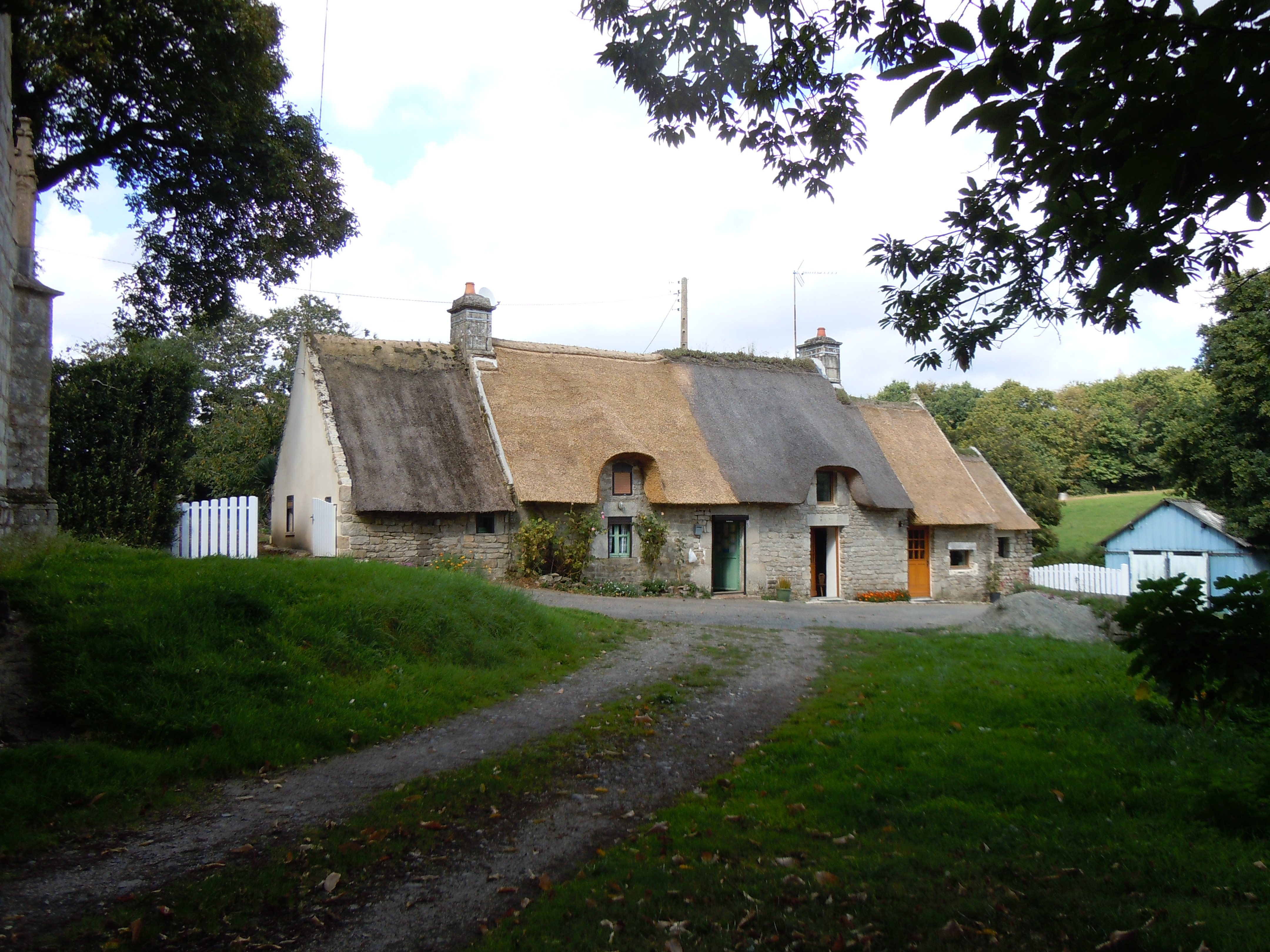
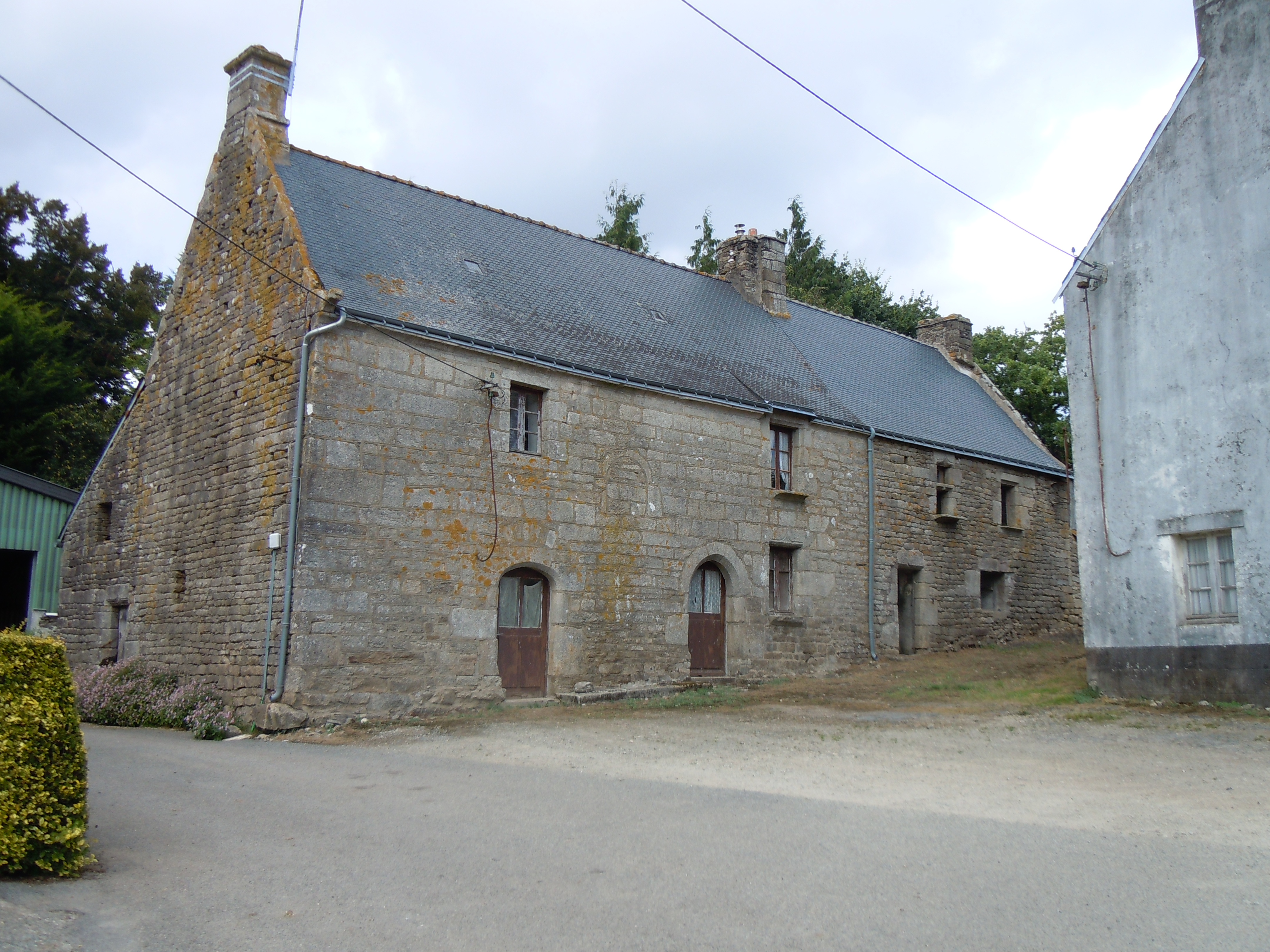
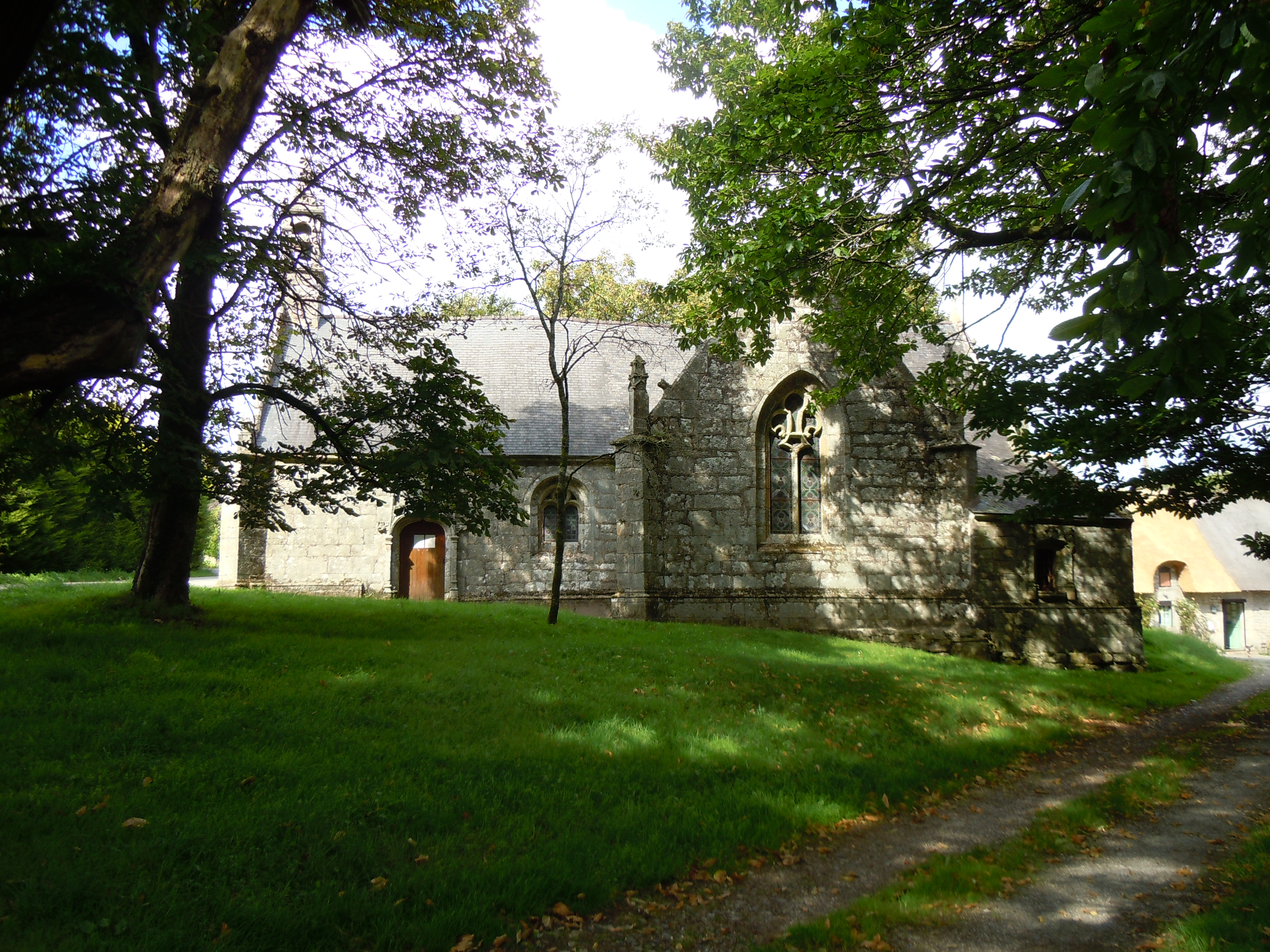
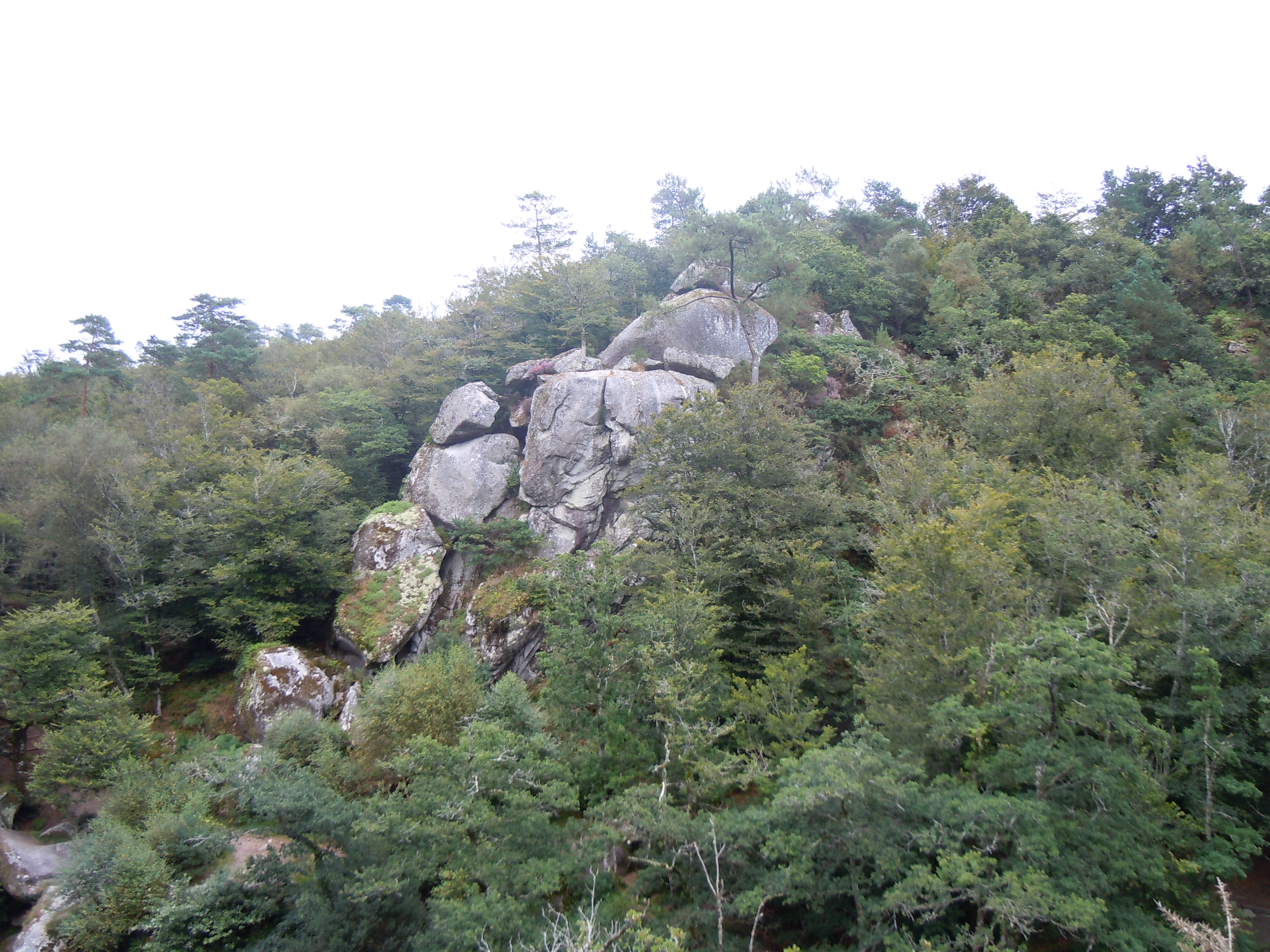

1. ↑  Populations de référence 2022.